# Translocation robertsonienne
La fusion robertsonienne ou translocation robertsonienne est une anomalie de structure caractérisée par la fusion de deux chromosomes acrocentriques (type de chromosomes dont le centromère se situe à l'extrémité du bras q (ou bras long), le bras court est très petit et se présente sous la forme d'une masse condensée appelée satellite ; celle-ci est rattachée au chromosome par une zone de restriction secondaire) par recombinaison non réciproque entre deux chromosomes homologues ou non homologues. Les chromosomes impliqués dans les translocations robertsoniennes sont les chromosomes acrocentriques 13, 14, 15, 21 et 22. 
Il résultera de cette translocation un chromosome avec un seul centromère et les deux bras longs des chromosomes acrocentriques, et un chromosome avec les deux bras courts des chromosomes acrocentriques, celui-ci est généralement perdu lors des divisions cellulaires ultérieures. Le porteur d'une telle translocation a un caryotype noté : 45,XY,rob(14;21), si par exemple la translocation a eu lieu entre les chromosomes 14 et 21.
Les porteurs d'une translocation robertsonienne sont très fréquents dans la population générale : leur fréquence est estimée à 1 sur 1000 naissances. Ils sont phénotypiquement normaux et sains. Les problèmes surviennent lors de la gamétogenèse durant laquelle le lot de chromosomes diploïdes sont divisés en deux pour produire les gamètes haploïdes. La méiose est perturbée et aboutit à la formation de gamètes dont le nombre de chromosomes est déséquilibré (par exemple, si la translocation a eu lieu entre un chromosome 14 et 21, les gamètes anormaux produits présenteront l'unique chromosome 14 ou l'unique chromosome 21, ou l'un de ces chromosomes en plus du chromosome der(14,21) qui est le produit de la translocation). Ainsi, les porteurs ont un risque majoré d'engendrer des descendants porteurs de trisomie ou de monosomie. Ces anomalies de nombre de chromosomes ou aneuploïdies sont donc héréditaires et indépendantes de l'âge. Les porteurs doivent être informés que leurs descendants peuvent hériter d'une anomalie chromosomique déséquilibrée et un diagnostic prénatal et/ou un diagnostic préimplantatoire est généralement proposé.